# Stavelia
Stavelia is een geslacht van tweekleppigen uit de familie van de Mytilidae.

## Soort
- Stavelia subdistorta (Récluz, 1852)